# Gare de Blangy-sur-Bresle
Ne doit pas être confondu avec Gare de Blangy-sur-Ternoise ou Gare de Blangy - Glisy.
La gare de Blangy-sur-Bresle est une gare ferroviaire française de la ligne d'Épinay - Villetaneuse au Tréport - Mers, située sur le territoire de la commune de Blangy-sur-Bresle, dans le département de la Seine-Maritime, en région Normandie.
C'est une halte voyageurs de la Société nationale des chemins de fer français (SNCF), desservie par des trains TER Hauts-de-France.

## Situation ferroviaire
Établie à 49 mètres d'altitude, la gare de Blangy-sur-Bresle est située au point kilométrique (PK) 158,465 de la ligne d'Épinay - Villetaneuse au Tréport - Mers, entre les gares ouvertes d'Aumale et de Longroy - Gamaches.

## Histoire

Bâtiment voyageurs, côté rue.

À la fin de l'année 2016, des travaux ont lieu tout autour de la gare visant à améliorer la circulation et le stationnement sur la place et dans la rue parallèle à la gare. Les travaux du pôle d'échanges ont pris fin durant l'année 2017.
En 2018, selon les estimations de la SNCF, la fréquentation annuelle de la gare est de 22 800 voyageurs, nombre arrondi à la centaine la plus proche.

## Service des voyageurs

### Accueil
La halte est un point d'arrêt non géré (PANG) à accès libre.

### Desserte
Blangy-sur-Bresle est desservie par des trains TER Hauts-de-France, qui effectuent des missions entre les gares de Beauvais, ou d'Abancourt, et du Tréport - Mers.

### Intermodalité
Le stationnement des véhicules est possible à proximité de l'ancien bâtiment voyageurs.

## Patrimoine ferroviaire
Le bâtiment voyageurs d'origine, construit par la Compagnie du chemin de fer du Tréport, était un édifice en bois avec un revêtement de planches couplé à un bâtiment plus haut en briques abritant le bureau et le logement du chef de gare. Celui de la gare d'Eu-la Mouillette, identique, constitue le dernier bâtiment en bois de la ligne.
Peu après la Seconde Guerre mondiale, la SNCF remplaça cette construction par un bâtiment en dur de style moderniste doté d'un grand pignon à droite, où est placée une horloge, et d'un toit en appentis à gauche. Côté rue, la façade présente un aspect composite avec une toiture basse et une avancée au toit à croupe ; côté voies, elle possède quatre baies à l'étage.